# Federación Latinoamericana de Periodistas
La Federación Latinoamericana de Periodistas (FELAP), fundada el 7 de junio de 1976 es una organización que representa a las organizaciones de periodistas —asociaciones, federaciones, uniones, círculos, colegios y sindicatos— de América Latina y el Caribe, representando a más de 80.000 periodistas de la región. 
La Felap alberga también, como organizaciones asociadas, a más de 50 instituciones ligadas al estudio y la práctica de la comunicación y el periodismo, como centros de investigación, escuelas de periodismo, bibliotecas especializadas, agencias de noticias y publicaciones. A instancias de la Felap y la Organización Internacional de Periodistas (OIP) se creó en 1991 la Comisión Investigadora de Atentados a Periodistas (CIAP)como organismo de índole regional destinado a velar por la seguridad de los afiliados.
En el año 2012 nominó al periodista chileno Ernesto Carmona Ulloa, como integrante del Jurado del Premio Miguel de Cervantes.
La Felap tiene su página oficial en www.felap.org Archivado el 30 de octubre de 2017 en Wayback Machine. y, además, publica sus artículos en el sitio de la Red Voltaire[cita requerida]. Está asociada a la Unesco como organización no gubernamental.
La Felap tiene la participación de las siguientes Organizaciones:
Observatorio de Medios
Unión de Trabajadores de Prensa de Buenos Aires UTPBA
Asociación de Periodistas de Puerto Rico  ASPPRO
Colegio de Periodistas de Chile
Federacao Nacional dos Jornalistas FENAJ
Federación de Asociaciones de Periodistas Mexicanos A.C.  FAPERMEX
Democracy Now